# فرودگاه آریامو
فرودگاه آریامو (به انگلیسی: Arłamów Airport) (به زبان بومی: Lotnisko Krajna) یک فرودگاه متروک است که یک باند فرود بتن و آسفالت دارد و طول باند آن ۱۱۹۳ متر است. این فرودگاه در کشور ایالات متحده آمریکا قرار دارد و در ارتفاع ۴۴۱ متری از سطح دریا واقع شده‌است.